# Milan Indoor 2001
Il Milan Indoor 2001 è stato un torneo di tennis giocato sul sintetico indoor. È stata la 24ª edizione del  Milan Indoor, che fa parte della categoria International Series nell'ambito dell'ATP Tour 2001. Si è giocato a Milano dal 29 gennaio al 4 febbraio 2001, e ha visto la vittoria finale di Roger Federer, al suo primo titolo ATP in assoluto.

## Campioni

### Singolare
Roger Federer ha battuto in finale  Julien Boutter con il punteggio di 6–4, 6(7)–7, 6–4

### Doppio
Paul Haarhuis /  Sjeng Schalken hanno battuto in finale  Johan Landsberg /  Tom Vanhoudt con il punteggio di 7–6(5), 7–6(4)